# 마리암 미르자하니
마리암 미르자하니(페르시아어: مریم میرزاخانی Maryam Mirzākhāni IPA: [ˈmærjæm mirzɒˈxɒni], 1977년 5월 3일 ~ 2017년 7월 14일)는 이란의 수학자이다.

## 생애
미르자하니는 이란의 테헤란에서 전기기사의 딸로 태어났다. 이란의 영재교육기관 소속의 테헤란 파르자네간 학교를 다니던 미르자하니는 1994년에 국제 수학 올림피아드에서 금메달을 수상했고, 1995년에는 같은 대회에서 만점으로 금메달을 수상했다.
1999년 샤리프 공과대학교에서 수학 학사 학위를 받은 미르자하니는 미국으로 건너가 2004년 하버드 대학교에서 박사 학위를 취득하고 클레이 수학연구소에서 연구원으로 일했다. 이후 프린스턴 대학교에서, 그리고 2008년부터는 스탠퍼드 대학교 수학과의 교수직을 맡았다.
2014년 서울에서 열린 세계 수학자 대회에서 중동국가 출신 여성 최초로 필즈메달을 수상하였다. 2017년 7월 14일 유방암으로 사망했다.

## 연구 업적
미르자하니의 2004년 박사학위 논문은 모듈라이 공간의 부피에 관한 공식을 다루었는데, 이 논문에서 에드워드 위튼이 제기한 추측에 관한 새로운 증명을 제시하게 된다.
이후 측지선과 소수 정리의 연관성을 연구하였으며 모듈러스 공간에서 특정한 부피를 계산하고, 그로부터 단순 측지선의 개수에 관한 결과를 도출해냈다. 또한 알렉스 에스킨, 아미르 모하마디와 함께 모듈라이 공간 측지선들의 행동과 관련된 또다른 동역학 시스템의 이해에 있어서 큰 돌파구를 만들었다.
이와 같은 연구의 공로를 인정받아 2014년 여성 최초로 필즈메달을 수상했다.